# Hiromasa Azuma
Hiromasa Azuma (吾妻 弘将 Azuma Hiromasa?, nacido el 29 de agosto de 1977 en Shingū, Wakayama) es un exfutbolista japonés. Jugaba de guardameta y su único club fue el Ventforet Kofu de Japón.

## Trayectoria

### Clubes
| Club           | País  | Año         |
| -------------- | ----- | ----------- |
| Ventforet Kofu | Japón | 2000 - 2002 |